# Noord-Molukse pitta
De Noord-Molukse pitta (Erythropitta rufiventris)  is een vogelsoort uit de familie van pitta's (Pittidae). De vogel werd in 1830 door de Duitse vogelkundige Ferdinand Heine geldig beschreven als Coloburis rufiventris. Later werd deze pitta als een ondersoort van de Filipijnse pitta of roodbuikpitta (Erythropitta erythrogaster sensu lato) opgevat. 

## Kenmerken
De vogel is16 tot 18 cm lang en verschilt uiterlijk weinig van de Filipijnse pitta. Deze pitta heeft een helderrode achterhals en is verder dofbruin op de kop en bovendien groener op de rug dan  de Filipijnse pitta. Verder verschilt de vogel uiterlijk weinig van deze soort.

## Verspreiding en leefgebied
Het is een endemische vogelsoort op de Noord-Molukken (Indonesië). Er zijn vier ondersoorten:
- E. e. rufiventris: Morotai, Halmahera en Batjan.
- E. e. obiensis: Obi.
- E. e. cyanonota: Ternate.
- E. e. bernsteini: Gebe.

De leefgebieden liggen voornamelijk in natuurlijk tropisch bos, maar ook in aangeplant of gedegradeerd bos in de buurt van water. Het is geen bedreigde soort hoewel de populaties in aantal afnemen door habitatverlies.

## Balgen uit de collectie van Naturalis Biodiversity Center

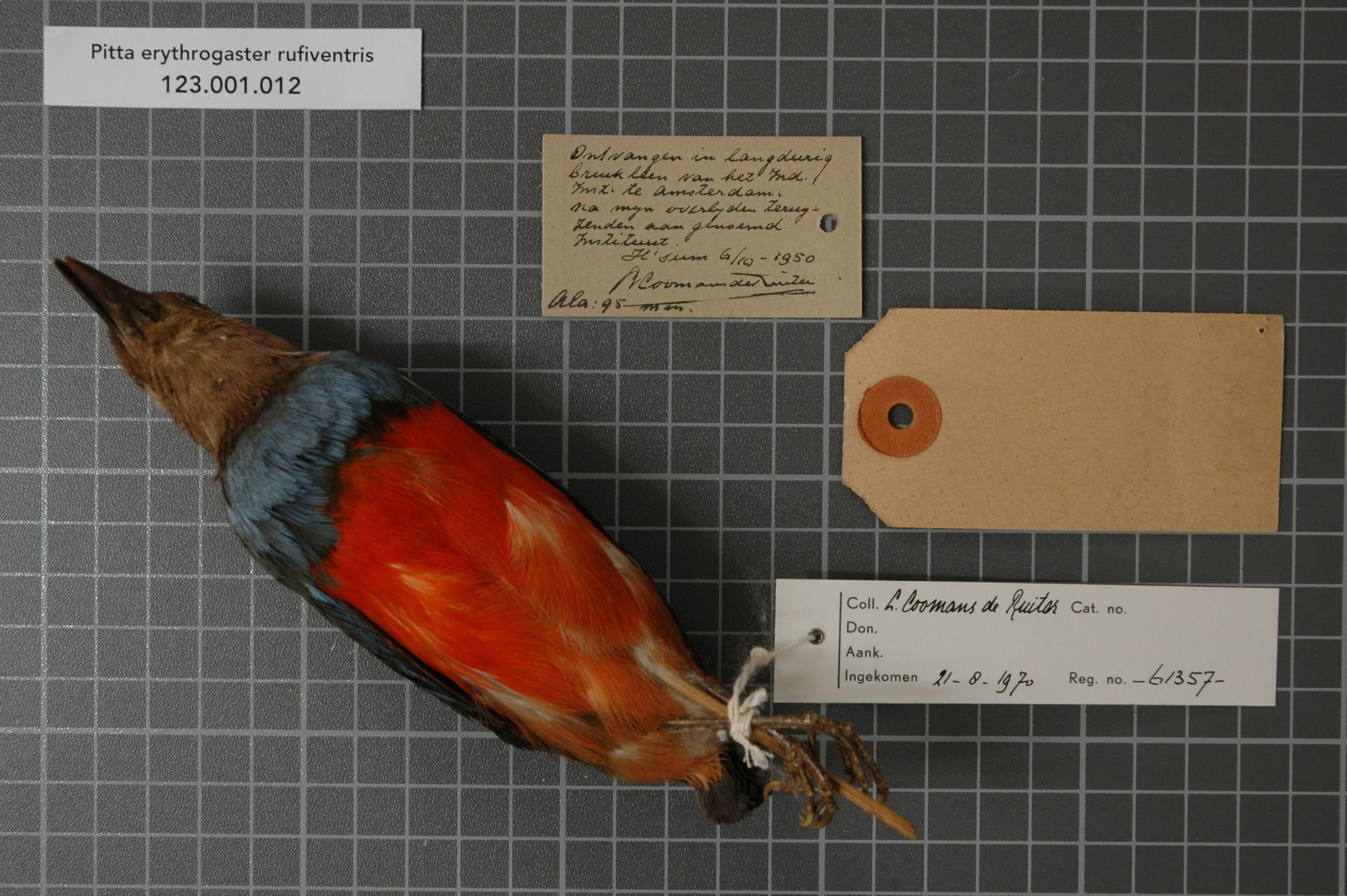
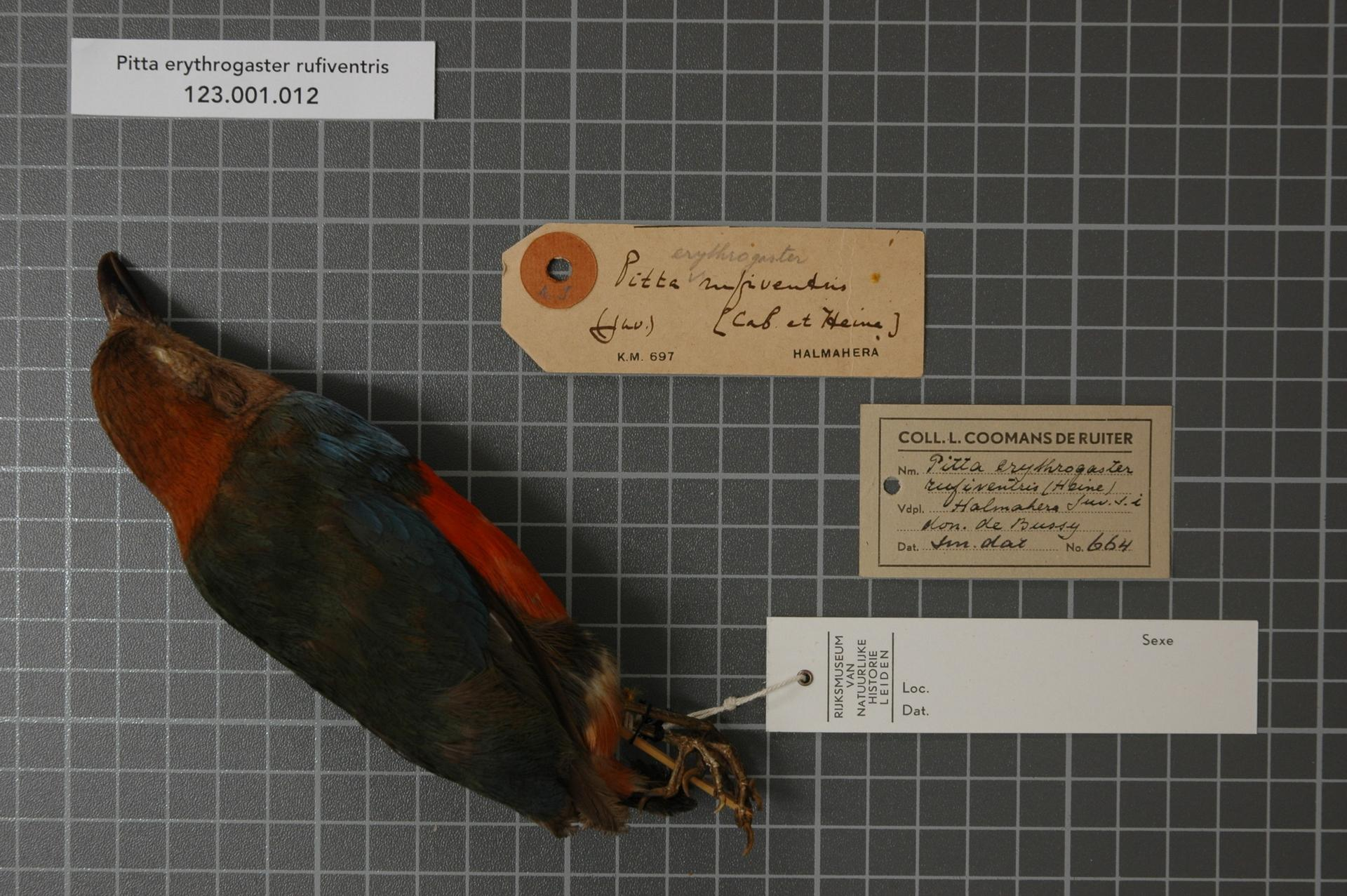
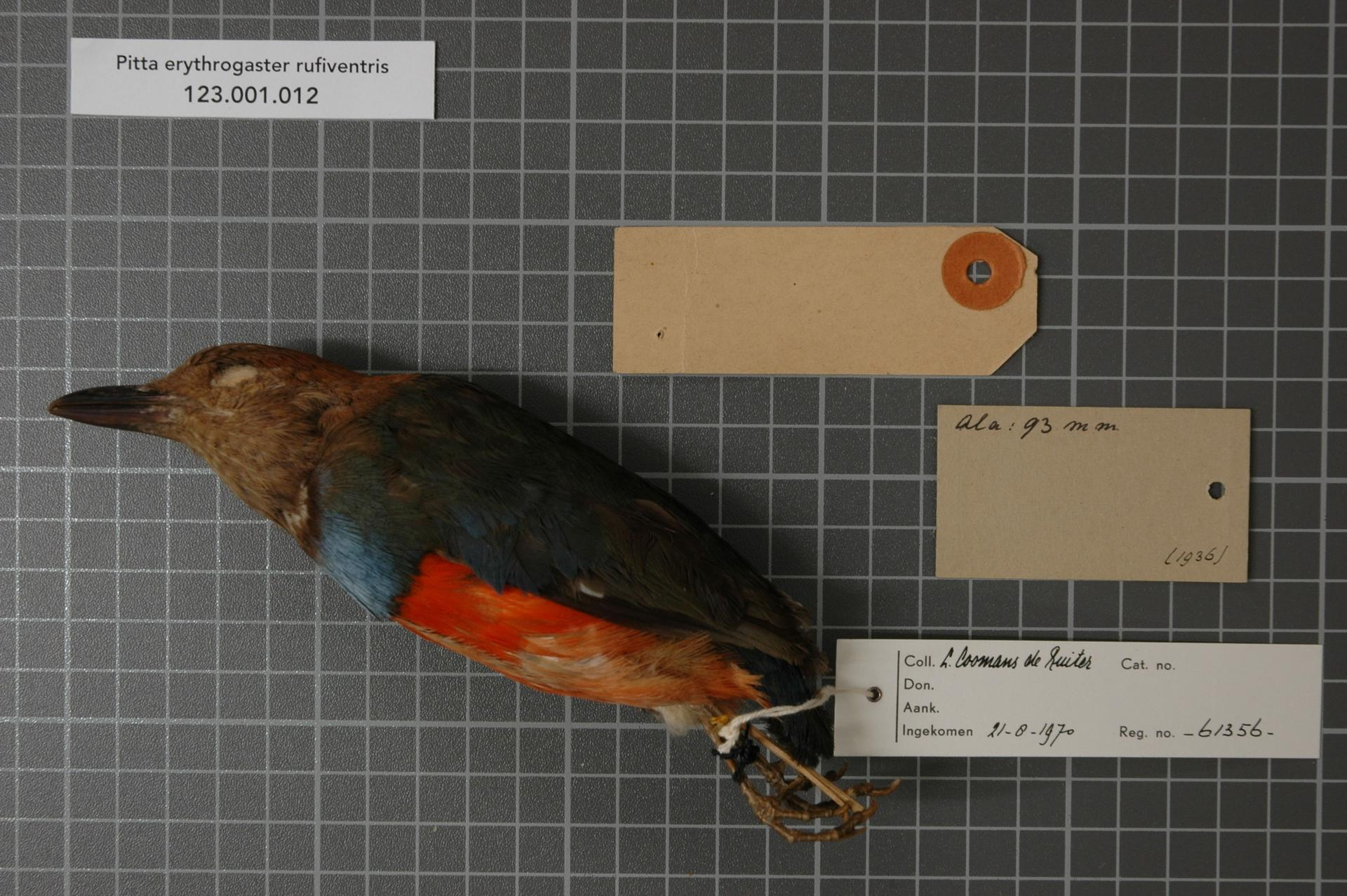